# Robert-Joseph Mathen
Robert-Joseph Mathen (né le 30 décembre 1916 à Aubange et mort le 19 janvier 1997) est un prêtre belge qui fut le vingt-huitième évêque du diocèse de Namur.

## Biographie
Robert-Joseph Mathen est né à Aubange le 30 décembre 1916.
- Licencié en théologie, bachelier en philosophie.
- Ordonné prêtre le 25 août 1940.
- Vicaire à la paroisse Saint-Martin d'Arlon. Curé de Turpange.
- Il est nommé évêque coadjuteur de Namur par le pape Paul VI le 20 mars 1974 et sacré évêque au titre de Numidia le 3 mai 1974.
- Paul VI le nomme 28e évêque de Namur le 24 juin 1974.
- Le 8 décembre 1978, Monseigneur Mathen forme dans son diocèse des secteurs pastoraux pour inciter les paroisses à conjuguer leurs efforts et pour favoriser une plus grande participation de tous au service de l'ensemble.
- Le 31 janvier 1991, le 28e évêque de Namur accède à l'éméritat.
- Monseigneur Mathen meurt le 19 janvier 1997 à Champion chez les Sœurs de La Providence.

Il est inhumé auprès de ses parents à Aubange.

## Devise
« Dominus adjutor meus » (Ma force c'est le Seigneur), devise tirée du Livre des Psaumes.